# ジャンムー・カシミール州

カシミール地方を支配国別に塗り分けた地図。青色の地域がジャンムー・カシミール州

ジャンムー・カシミール州 （ジャンムー・カシミールしゅう、ヒンディー語: जम्मू और कश्मीर、カシミール語: ज्वम त॒ कॅशीर / جۄم تٕہ کٔشِیر、ウルドゥー語: مقبوضہ کشمیر、英語: Jammu and Kashmir）は、インド最北部に存在した州。

## 歴史
紀元前よりこの地域はマウリヤ朝が起こり、その後クシャーナ朝等を経て、ムガル帝国の支配下となる。ムガル帝国滅亡後、シク王国（1799年–1846年）が建国されてシク教徒の治世となり、1846年、ソブラーオンの戦いでイギリス軍がこの地を占領し、イギリス統治下でジャンムー・カシミール藩王国(1846年-1947年)が成立した。
第二次世界大戦後の1945年9月にイギリス領インド帝国が解体され、1947年8月にインド連邦が成立した。しかし、インド・パキスタン分離独立の際、インドへの帰属を表明したジャンムー・カシミール藩王や宗教などの軋轢から帰属権を巡って第一次印パ戦争が勃発、その後も紛争は継続した。
インドで唯一イスラム教徒が多数派となっている州であり、パキスタンとインドが領有を主張し、これまで大小の軍事衝突を繰り返し、現在はほぼ中間付近に停戦ラインが引かれている。1989年ごろから分離独立派による武装闘争が活発化し、その中心勢力であるジャンム・カシミール解放戦線（JKLF）はムフティ・ムハンマド・サイード内務大臣の娘を誘拐する事件を引き起こしている。さらにヒンドゥー教徒を襲撃する事件が相次ぎ、約4万5000人が殺害。こうした動きを受け、通常であれば州の政治を担う州首相を空席として大統領統治による政治運営が1990年から1996年までなされた。
1999年、カールギル紛争。2005年10月の地震では、1,300人以上の死者を出した。
2019年2月14日、イスラム過激派組織による治安部隊への自爆テロであるプルワマ襲撃事件が発生。2月26日には、インド空軍がテロ行為に対する報復としてパキスタン領内での空爆を48年ぶりに実行した（バーラーコート空爆）。この一連の事件によって、インドとパキスタンの緊張が高まることとなった。
2019年8月5日、インド政府は憲法第370条で認められてきた特別自治権を剥奪する大統領令を公布し、インターネット通信などを制限した。特別自治権の剥奪を受けてインド議会ではジャンムー・カシミール州再編成法が承認され、8月9日に成立した。これに対して抗議するデモ隊と治安部隊の衝突などが起き、パキスタンは住民への人権侵害と反発した。また同法の規定により、2019年10月31日付でラダック連邦直轄領とジャンムー・カシミール連邦直轄領に分割されて連邦政府直轄領となった。
自治権剥奪と州の分割については州側から異議申し立てが行われたが、2023年12月11日にインド最高裁判所が憲法370条は一時的な措置であったとして中央政府の決定を支持する判断を下し、2024年9月30日までに地方選挙を実施するよう命じた。

## 政治

### 州議会

2018年6月時点での議席構成

州議会の議員数は89議席で、2014年11月から12月にかけて行われた州議会選挙（改選数：87議席）での政党別議席配分は以下の通りである。
| 会派名 | 会派名                           | 選挙後 | 選挙前 | 増減 |
| ------ | -------------------------------- | ------ | ------ | ---- |
|        | ジャンムー・カシミール人民民主党 | 28     | 21     | 7    |
|        | インド人民党                     | 25     | 11     | 14   |
|        | ジャンムー・カシミール民族協議会 | 15     | 28     | 13   |
|        | インド国民会議                   | 12     | 17     | 5    |
|        | その他の諸派                     | 4      | 6      | 2    |
|        | 無所属                           | 3      | 4      | 1    |
| 合計   | 合計                             | 87     | 87     |      |

### 州首相
- 1986年 - 1990年：ファルーク・アブドゥッラー（英語版）
- 1990年 - 1996年：大統領統治（英語版）
- 1996年 - 2002年：ファルーク・アブドゥッラー
- 2002年 - 2005年：ムフティ・モハンマド・サイード（英語版）
- 2005年 - 2008年：グラーム・ナビ・アザッド（英語版）
- 2008年 - 2009年：大統領統治
- 2009年 - 2015年：オマル・アブドゥッラー（英語版）
- 2015年 - 2016年：ムフティ・モハンマド・サイード
- 2016年 - 2018年：メボーバ・マフティ（英語版）
- 2018年 - 2019年：大統領統治

2019年8月、オマル・アブドゥッラー、メボーバ・マフティの両首相経験者は、自治権剥奪の決定時に他の政治家らとともに拘禁された。

## 地理
ラダック地方を含む広義のカシミール地方全域を州とするが、この州はパキスタンも全域の領有を主張している。この地の獲得を巡り、数度にわたってパキスタンと戦争になった（印パ戦争）が、現在は停戦しカシミールの中間付近で停戦ラインを引いている。

## 地方自治体

### 地方
ジャンムー・カシミール州は、ジャンムー地方、カシミール渓谷地方、ラダック地方の3つの地方に分かれている。

### 県
| 地方               | 県 | コード           | 県都      | 人口 (2011年) | 面積 (km2) | 人口密度 (/km2) |
| ------------------ | -- | ---------------- | --------- | ------------- | ---------- | --------------- |
| ジャンムー地方     |    |                  |           |               |            |                 |
| カトゥアー県       | KT | カトゥアー       | 615,711   | 2,651         | 230        |                 |
| ジャンムー県       | JA | ジャンムー       | 1,526,406 | 3,097         | 650        |                 |
| サンバ県           |    | サンバ           | 318,611   | 904           | 320        |                 |
| ユーダンプール県   | UD | ユーダンプール   | 555,357   | 4,550         | 120        |                 |
| リーシー県         |    | リーシー         | 314,714   | 1,719         | 180        |                 |
| ラージャウリー県   | RA | ラージャウリー   | 619,266   | 2,630         | 240        |                 |
| プンチュ県         | PO | プンチュ         | 476,820   | 1,674         | 280        |                 |
| ドーダー県         | DO | ドーダー         | 409,576   | 11,691        | 160        |                 |
| ランバン県         |    | ランバン         | 283,313   | 1,329         | 210        |                 |
| キシュトワール県   |    | キシュトワール   | 231,037   | 1,644         | 30         |                 |
| カシミール渓谷地方 |    |                  |           |               |            |                 |
| アナントナーグ県   | AN | アナントナーグ   | 1,069,749 | 3,984         | 300        |                 |
| クルガム県         |    | クルガム         | 423,181   | 1,067         | 400        |                 |
| プルワマ県         | PU | プルワマ         | 570,060   | 1,398         | 410        |                 |
| ショッピアン県     |    | ショッピアン     | 265,960   | 612.87        | 430        |                 |
| バッジャン県       |    | バッジャン       | 755,331   | 1,371         | 537        |                 |
| シュリーナガル県   | SR | シュリーナガル   | 1,250,173 | 2,228         | 640        |                 |
| ギャンダーボール県 |    | ギャンダーボール | 297,003   | 259           | 150        |                 |
| バンディポラ県     |    | バンディポラ     | 385,099   | 398           | 1100       |                 |
| バラマラ県         |    | バラマラ         | 1,015,503 | 4,588         | 305        |                 |
| カップワーラ県     | KU | カップワーラ     | 875,564   | 2,379         | 370        |                 |
| ラダック地方       |    |                  |           |               |            |                 |
| カールギル県       | KR | カールギル       | 143,388   | 14,036        | 10         |                 |
| レー県             | LE | レー             | 147,104   | 45,110        |            |                 |

### 主要都市
夏季の州都シュリーナガルは、カシミール地方最大の都市でインドの支配地域にある。冬季の州都はジャンムー市（ジャンム、ジャムとも表記されるが、原語で語末の音節は長母音である）。
- シュリーナガル（Srinagar）：夏季の州都
- ジャンムー（Jammu）：冬季の州都
- レー（Leh）

など。

## 住民
この州を大きく分けるならば、ムスリムが95％を占めるカシミール渓谷地域、ヒンドゥーが過半数を占めるジャンムー地域、仏教徒とムスリムがほぼ半数ずつで構成されるラダック地域である。

### 民族
en:Meghwal、シク教徒、チベット系民族、en:Kashmiri Pandit、ドーグラー。

### 言語
州の公用語はパキスタンの国語と同じ（簡易）ウルドゥー語のみ（カシミール語などは「公用語」と定められていない）で、第二言語としてヒンディー語や英語が使用されている。
カシミール語、ウルドゥー語、ドーグリー語、パハリ語、バルティ語、ラダック語、グジャール語、シナー語、パシュトー語。

### 宗教
宗教もパキスタン同様イスラム教徒が多い。